# (3262) Miune
(3262) Miune es un asteroide perteneciente al cinturón de asteroides, descubierto el 28 de noviembre de 1983 por Tsutomu Seki desde el Observatorio de Geisei, Geisei, Japón.

## Designación y nombre
Designado provisionalmente como 1983 WB. Fue nombrado Miune en homenaje al Monte Miune en Japón.